# Fernando Cedeño
Vicente Fernando Cedeño Marcillo (Chone, 26 de agosto de 1968) es un director de cine ecuatoriano dedicado a la producción de cine guerrilla.

## Biografía
Nació el 26 de agosto de 1968, en el sitio “Pata de Bravo” del cantón Chone de la provincia de Manabí.
Su padre quería que se dedique al ganado, sin embargo Cedeño, luego de compartir aficiones con las motocicletas y las artes marciales junto a un grupo de amigos, decidieron grabar en 1995 una película como pasa tiempo con una cámara con la que grababa eventos de boda. La película llegó a ser vista por toda la ciudad de Chone, por lo que Cedeño se incentivó a seguir con más producciones. Hasta el 2013 Cedeño ya contaba con cinco películas a su haber, con temas llenos de violencia, sangre y sexismo, siendo el sicariato el tema dominante.
Debido a la falta de presupuesto para comprar balas de salva, decidieron utilizar balas reales en sus primeras producciones, los actores eran personas de la ciudad y amigos de Cedeño, el cual también ha actuado en todas sus películas. Sus películas contaban con una estética, actuación y manejo cinematográfico muy pobre.
Sicarios Manabitas, película de 2004, es considerada como la película más vendida en el Ecuador con más de 1,2 millones de copias incluyendo las copias piratas a nivel nacional según el libro Ecuador bajo tierra de Miguel Alvear y Christian León. La película llegó a ser proyectada en Nueva York.
Nixon Chalacamá es el protagonista de la mayoría de películas de Cedeño y quien a falta de extras por los riesgos que se toma ha tenido varias experiencias peligrosas. El expresidente del Ecuador, Lucio Gutiérrez, ha participado en uno de sus filmes interpretando al general Enrique Gallo, otro expresidente.
En 2013 estrenó la película El Ángel de los Sicarios, donde Javier Pico tuvo el papel protagónico, primera película de bajo presupuesto que llegó a la muestra del Cine Ecuatoriano en New York, y que ganó el premio en la categoría Mejor producción para soporte físico, en la primera entrega de premios Colibrí del cine ecuatoriano.